# Манастир Дајбабе
Манастир Дајбабе је православни манастир у близини села по коме је добио име, код Подгорице. Припада Митрополији црногорско-приморској Српске православне цркве.

## Историја
Манастирска црква посвећена је Успенију Пресвете Богородице. Необичног је положаја и унутрашњег распореда (укопан под земљу). Као простор за цркву је кориштен природни облик пећине. Касније је пећина проширивана, да би се добио облик основе цркве, са помоћним капелама. Једини видљив део цркве је изван пећине и то је пространи улазни трем са два звоника. Подигнут је 1897. године на основу чудесног виђења које је имао чобанин Петко (потоњи јеромонах Платон). Оснивач и први настојатељ ове породице био је преподобни Симеон Поповић († 1941). Све до своје смрти радио је на осликавању унутрашњости цркве, прилагођавајући сцене природном облику пећине.

## Старешине манастира
| Портрет | Име и презиме           | Време службе |
| ------- | ----------------------- | ------------ |
|         | игуман Симеон (Поповић) | 1890—1941    |
|         | игуман Лука (Анић)      | 2011—2013    |
|         | игуман Данило (Ишматов) | 2013—        |